# أندريه داي كيم
أندريه داي كيم (بالإنجليزية: André Dae Kim)‏، من مواليد 2 ديسمبر 1996 في إدمونتون، كندا، هو ممثل كندي. اشتهر بدوره باسم وينستون تشو في المسلسل التلفزيوني الكندي دغراسي: الجيل التالي (2013–2015) و دغراسي: الدرجة التالية (2016–2017)، وكديلان إدواردز في سلسلة سي بي إس الخلاص (2017–2018).

## الحياة والتعليم
وُلد كيم في إدمونتون ونشأ في ميسيساغا حيث انضم إلى برنامج الدراما في مدرسة كاوثرا بارك الثانوية. حضر جامعة تورونتو ميسيسوجا وبرنامج دراسات المسرح والدراما المشتركة كلية شيريدان.

## وصلات خارجية
- أندريه داي كيم على موقع IMDb (الإنجليزية)
- أندريه داي كيم على موقع روتن توميتوز (الإنجليزية)
- أندريه داي كيم على موقع ألو سيني (الفرنسية)
- أندريه داي كيم على موقع قاعدة بيانات الفيلم (الإنجليزية)